# 바스테르섬

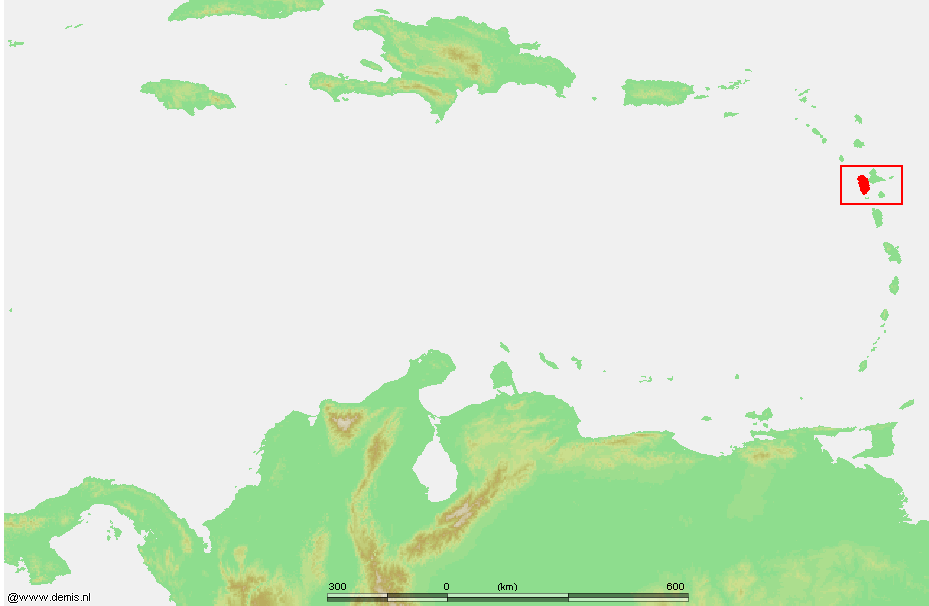
바스테르 섬의 위치

바스테르섬(Basse-Terre)은 과들루프의 중심 섬 중 서쪽 섬으로 이곳에 과들루프의 주도인 바스테르가 있다. 그랑테르 섬과는 좁은 해협을 사이에 두고 있다.
소안틸레스 제도에서 가장 높은 1467m의 수프리에르 산이 있다. 활동이 활발한 활화산이다.
1970년 11월 26일에 이곳에서 분당 38mm의 강우량이 관측된 적이 있다.